# Rajmund z Penyafortu

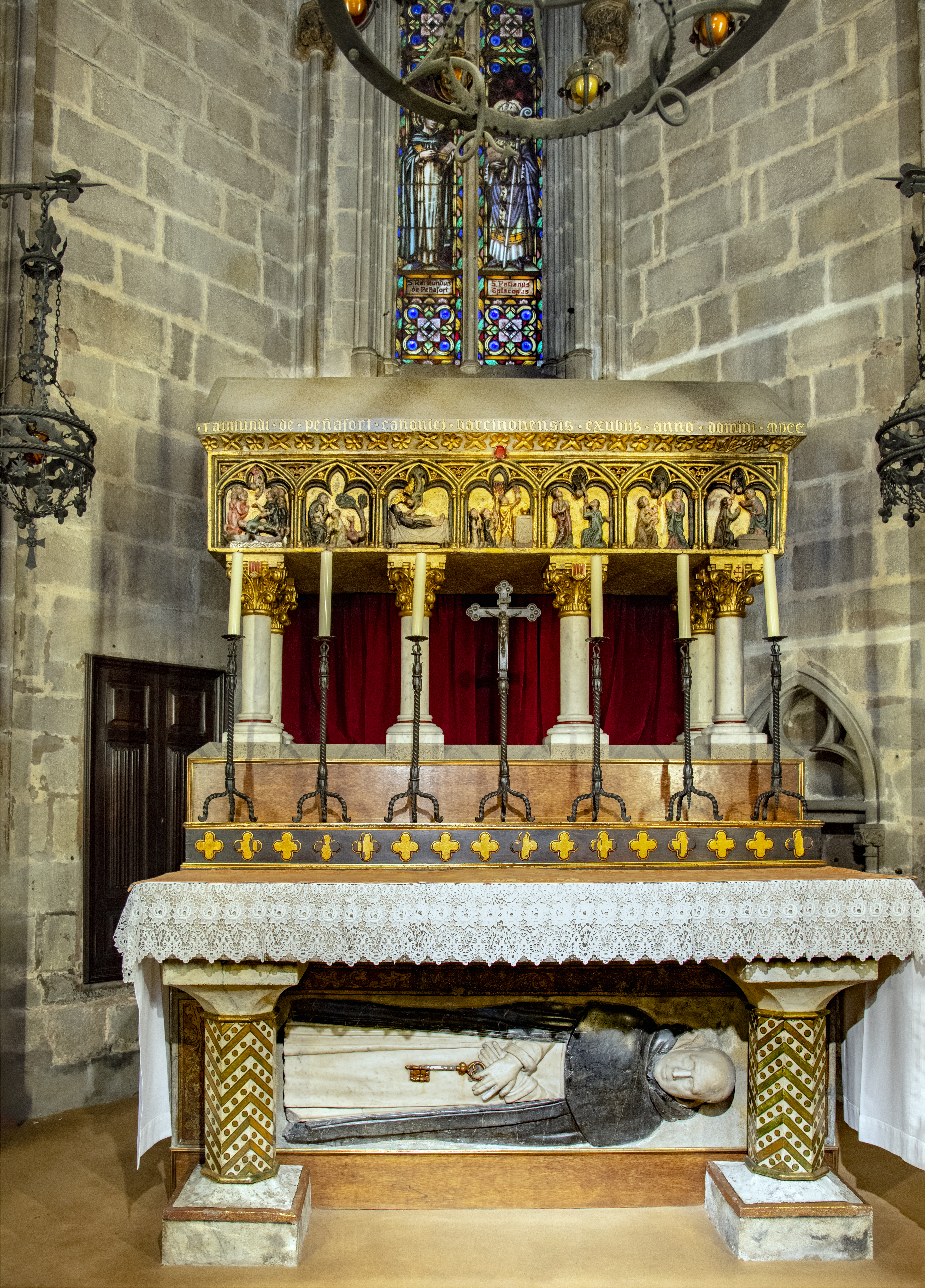
Grób Rajmunda w Barcelonie

Rajmund z Penyafortu, kat. Ramon de Penyafort (ur. 1170–1175 w Villa de Panudés, zm. 6 stycznia 1275 w Barcelonie) – kataloński prezbiter i generał zakonu dominikanów, uważany za ojca prawodawstwa kościelnego, współzałożyciel Zakonu NMP Miłosierdzia dla Odkupienia Niewolników, święty Kościoła katolickiego.

## Życie
Urodził się w Villa de Panudés (k. Barcelony) w szlacheckiej katalońskiej rodzinie z Penyafortu (obecnie Santa Margarita y Monjós w Alt Penedès). Po studiach prawniczych w Bolonii, w czasie których poznał m.in. Piotra della Vigna, wykładał filozofię w Barcelonie. W 1219 został mianowany wikariuszem generalnym dla biskupstwa w Barcelonie.
W 1222 wstąpił do Zakonu Kaznodziejskiego św. Dominika. Zabiegał o nawrócenie muzułmanów i żydów na chrześcijaństwo.
Wraz ze św. Piotrem Nolasco założył w roku 1223 zakon Matki Bożej Łaskawej (Zakon Najświętszej Maryi Panny Miłosierdzia dla Odkupienia Niewolników, mercedariusze), zajmujący się wykupem chrześcijan z niewoli mauretańskiej, podczas trwającej w Hiszpanii rekonkwisty.
Został wezwany przez papieża Grzegorza IX do Rzymu, by objąć urząd kapelana pałacu apostolskiego. Stał się osobistym spowiednikiem i doradcą papieża. Zebrał wszystkie obowiązujące w jego czasach dekrety biskupów rzymskich w jednym dziele, które Stolica Apostolska zatwierdziła bullą Rex Pacificus. Powstał w ten sposób zbiór prawa kanonicznego tzw. Decretales Gregorii IX. Za wysiłek włożony w kodyfikację, papież zaproponował Rajmundowi arcybiskupstwo Tarragony, jednakże ten nie przyjął propozycji chcąc pozostać zakonnikiem. W 1238 wybrano go trzecim z kolei generałem dominikanów. Zorganizował studium do nauki języka arabskiego i przyczynił się do rozwoju misji na terenach Afryki Północnej. Wywarł ogromny wpływ na życie hiszpańskiego mistyka Rajmunda Llulla. Pod koniec życia skupił się na przygotowywaniu pism i tekstów mających służyć celowi propagowania chrześcijaństwa wśród ludzi z innych kultur. Według części przekazów, Rajmund miał nakłaniać Tomasza z Akwinu do napisania rozprawy Summa contra gentiles, choć nowsza historiografia kontestuje ten pogląd, wskazując na znaczne wykraczanie przekazu dzieła poza treści czysto misyjne, na których Rajmundowi zależało najbardziej. 
Rajmund zmarł w Barcelonie, mając ok. 100 lat.

## Ważniejsze dzieła
- Decretales ("Pięć dekretów")
- Summa iuris canonici
- Summa pœnitentiale

## Kult
6 stycznia 1542 Rajmund z Penyafortu został zaliczony w poczet błogosławionych przez papieża Pawła III, a w poczet świętych wpisał go Klemens VIII w dniu 29 kwietnia 1601.
Jego relikwie spoczywają w Katedrze św. Eulalii w Barcelonie.
Patronat
Jest patronem prawników kościelnych, studentów prawa, hiszpańskich adwokatów oraz Barcelony. Na jego cześć nadano nazwę gwatemalskiemu miastu San Raymundo.
Dzień obchodów
Jego wspomnienie liturgiczne w Kościele katolickim obchodzone jest 7 stycznia (dawniej 23 stycznia).
Ikonografia
W ikonografii św. Rajmund przedstawiany jest w habicie dominikańskim, w białej tunice i czarnym płaszczu. Niekiedy przedstawia się go też płynącego po morzu, przy czym jego płaszcz zakonny stanowi żagiel.
Jego atrybutami są: płaszcz, księga i klucz.